# Complemento (linguistica)
Il complemento (dal latino complementum, da complēre, "riempire", "completare") è un termine della grammatica tradizionale (in particolare dell'analisi sintattica). Indica un elemento della frase (una parola o un gruppo di parole) che ha la funzione di completare, arricchire o specificare il significato, e quindi l'informazione, del predicato verbale.
In senso lato, la nozione di complemento comprende tutti i costituenti della frase, con esclusione di soggetto e predicato, cioè gli elementi fondamentali della frase. Il termine è stato introdotto nel XVIII secolo dai grammatici francesi César Chesneau Dumarsais e Nicolas Beauzée .

## Caratteristiche dei complementi
Qualsiasi altro elemento della frase può essere determinato da un complemento. Il complemento dipenderà sintatticamente dall'elemento che determina. Di seguito, alcuni esempi che evidenziano, tramite parentesi quadre, il legame sintattico di un complemento ad un altro elemento della frase (il complemento è sottolineato, mentre tra parentesi tonde viene indicato il tipo di elemento):
Il cacciatore ha ucciso il lupo.
(predicato verbale)
Gli occhi del lupo sono grandi.
(soggetto)
Incontrò il lupo, terrore dei boschi.
(apposizione)
La nonna abita in una casa nel bosco.
(un altro complemento)

## Complemento diretto e indiretto
Tradizionalmente si distingue il complemento diretto (o complemento oggetto) dai complementi indiretti. Il complemento oggetto si intende retto da un verbo transitivo (senza l'ausilio di una preposizione). Ecco due esempi in spagnolo e in italiano (il significato è lo stesso):
Al cine vimos una película buena.
Al cinema abbiamo visto un bel film.
I complementi indiretti (così indicati perché sono retti dal verbo con l'ausilio di una preposizione, semplice o articolata) hanno invece diverse funzioni. Le grammatiche tradizionali li classificano "sulla base della funzione semantica e sintattica superficialmente svolta", dal che derivano denominazioni di scarso rilievo teorico. Tra i complementi così individuati, i più importanti sono:
- il complemento di tempo

Torna di notte.
- il complemento di luogo

Sono a Matera.
- il complemento di specificazione

I capelli di Maria sono castani.
- il complemento di termine

Ho regalato un cane a Mario.
- il complemento di causa

Moriva di paura.
- il complemento d'agente

È stato acchiappato dal poliziotto.
- il complemento di modo o maniera

Si voltò con eleganza.
- il complemento di mezzo o strumento

Vengo in auto.
- il complemento di compagnia

Viaggio con tuo padre.
- il complemento di causa efficiente

Le foglie furono scosse dal vento.

### Altri complementi indiretti
A motivo di questa superficialità teorica, si è verificata una sorta di proliferazione incontrollata dei complementi individuati. Nel tempo sono stati individuati i seguenti complementi:
- complemento di aggiunzione
- complemento di denominazione
- complemento di differenza
- complemento di distanza
- complemento di distribuzione o distributivo
- complemento di estensione
- complemento di età
- complemento di materia
- complemento di origine o provenienza
- complemento di paragone
- complemento di pena o condanna
- complemento di peso e misura
- complemento di prezzo
- complemento di rapporto o reciprocità
- complemento di relazione
- complemento di sostituzione o scambio
- complemento di stima o valore
- complemento di vocazione
- complemento partitivo
- complemento concessivo

### Complementi indiretti circostanziali
Alcuni complementi vengono definiti circostanziali perché completano l'informazione del predicato verbale intorno alle "circostanze in cui si verifica l'azione o la condizione espressa dal verbo". Si tratta dei seguenti complementi:
- complemento di luogo
- complemento di tempo
- complemento di fine o scopo
- complemento di mezzo
- complemento di modo
- complemento di quantità
- complemento di compagnia
- complemento di argomento
- complemento di limitazione
- complemento di abbondanza o privazione
- complemento di allontanamento o separazione
- complemento di vantaggio e di svantaggio
- complemento di qualità
- complemento di esclusione
- complemento di colpa o accusa

## Fortuna della nozione
La nozione di complemento è stata spesso sottoposta a critica serrata dai linguisti per via della sua ambiguità. Essa è però ancora usata nell'insegnamento della grammatica. Il termine è stato usato anche nel contesto della grammatica generativa.